# Ana Pereira
Ana Luiza Pereira França (ur. 2000) – brazylijska zapaśniczka walcząca w stylu wolnym. Zajęła jedenaste miejsce na mistrzostwach świata w 2024.
Brązowa medalistka mistrzostw panamerykańskich w 2024 roku. 